# Гюнеш, Исмаил
Исмаил Гюнеш (тур. İsmail Güneş, род. 10 июня 1961) — турецкий режиссёр и сценарист.

## Биография
Родился в 1961 году в Самсуне. Окончил факультет искусствоведения Стамбульского университета. Затем работал фотографом и журналистом.
С 1976 года был ассистентом режиссёра Натука Байтана. В 1977 году снял свой первый короткий фильм, за него в 1982 году свою первую премию. В 1986 году снял свой первый крупный фильм, дорожную историю, получившую название «Перед восходом» (тур. Gündoğmadan).
В 1991 году снял политический фильм «Сапоги» (тур. Çizme). Действие фильма происходит в одном из городков провинции Ризе. Городок этот возглавляет губернатор-кемалист, который очень любит свои высокие чёрные сапоги. Между губернатором и религиозными жителями городками происходит конфликт.
Снятый Гюнешем в 2005 году фильм «Имам» (тур. İmam), посвящён теме конфликта современного мира и традиционных институтов.
В 2012 году снял фильм «Где горит огонь». В нём рассказана история отца, который должен убить собственную дочь, запятнавшую честь семьи. Этот фильм получил завоевал ряд премий и был выдвинут от Турции на «Оскар».
Помимо этого, снял ряд фильмов для телевидения. Лауреат ряда премий.